# ألماس في السماء (فلم)
ألماس في السماء (بالإنجليزية: Diamonds in the Sky)، هُو فيلم دراما نيجيري صدر سنة 2018 وأخرجه كانلي أفولايان وأنتجه فيمي أديبايو. يحكي الفيلم قصة ثلاث عائلات يكافحون عندما يؤثر السرطان على حياتهم.
تلقى الفيلم استحسان النقاد بشكل إيجابي في الغالب وتم عرضه في جميع أنحاء العالم. ترشح الفيلم لـ 11 جائزة بما في ذلك أفضل ممثلة في دور داعم وأفضل ممثلة وأفضل مخرج.